# Джачінто Пулліно
Джачінто Пулліно (італ. Giacinto Pullino, 24 січня 1837 року, Кастелламонте — 16 серпня 1898 року, Бальдіссеро-Канавезе) — італійський морський інженер та політик, конструктор першого італійського підводного човна.

## Біографія
Джачінто Пуллін народився 24 січня 1837 року в Кастелламонте. Закінчивши навчання в Турині у 1858 році, вступив на службу в Корпус морських інженерів. Брав участь в розробці парового фрегата «Карло Альберто». У 1864 році викладав у Туринській військовій академії.
У 1873-1880 роках був заступником директора верфі «Cantiere navale di Castellammare di Stabia».
У 1881 році, в ранзі інженера I класу, був призначений директором Корпусу морських інженерів. У 1883-1889 роках був директором в Арсеналі Ла-Спеції. 
У 1895 році побудував перший італійський підводний човен «Дельфіно», який перебував на службі до 1918 року.
Був депутатом Палати депутатів XVIII скликання.
Помер 16 серпня 1898 року в Бальдіссеро-Канавезе.